# Syllepte pseudovialis
Syllepte pseudovialis is een vlinder uit de familie van de grasmotten (Crambidae). De wetenschappelijke naam van deze soort is voor het eerst voorgesteld door George Francis Hampson in een publicatie uit 1912.
De soort komt voor in India (Meghalaya), Bhutan, Sri Lanka, Maleisië (Sarawak) en op het eiland Laut (Pulo Laut) ten zuidoosten van Borneo (Indonesië).